# Кохерентност
Кохере́нтност (на латински: cohaerens – намиращ се във връзка) е съгласуването (или корелацията) на няколко колебателни или вълнови процеса във времето, което се проявява при тяхното наслагване. Трептенията се наричат кохерентни, ако разликата във фазите им е постоянна във времето и при наслагването на няколко трептения се получава трептение със същата честота.
Класически пример за две кохерентни трептения са две синусоидални трептения с еднаква честота.
Кохерентност на една вълна означава, че в различни точки от вълната осцилациите протичат синхронно, т.е. разликата във фазите между двете точки не зависи от времето. Отсъствието на кохерентност означава ситуация, при която разликата във фазите между две точки не е постоянна, а се мени във времето. Това се наблюдава, когато вълната е генерирана от няколко еднакви, но независими излъчвателя (т.е. некорелирани).
При светлинните вълни се прилагат понятията временна кохерентност и пространствена кохерентност. При разпространение на електромагнитни вълни във вълновод може да се наблюдава фазова сингулярност.
Явлението интерференция е тясно свързано с кохерентността.
Радиус на кохерентност е разстоянието, при преместване на което по псевдовълнова повърхност, случайното изменение на фазата достига значения кратни на пи.